# Céltiga Fútbol Club
El Céltiga Fútbol Club es un equipo de fútbol español del municipio gallego de Isla de Arosa, en la provincia de Pontevedra. Fue fundado en 1967 y juega en la temporada 2020-21 en la Preferente Galicia.

## Historia
En la temporada 1979-80, el Céltiga FC consigue su primer ascenso a Tercera División para descender de nuevo a Regional. En la temporada 1982-83 el equipo se proclama campeón de Regional Preferente y asciende de nuevo a Tercera, categoría en la que permanece durante 6 temporadas.

## Estadio
El equipo juega sus partidos como local en el campo Salvador Otero, con capacidad para 1.500 espectadores.
Las obras de construcción del campo se iniciaron en 1972 y remataron en 1975. El campo lleva ese nombre en honor a Salvador Otero Fernández, presidente del Céltiga en esa época. Fue inaugurado el 16 de marzo de 1975 en un partido del campeonato Rías Baixas entre el Céltiga FC y el Vilanova. La grada se construyó en la temporada 1980-81.

## Datos del club
- Temporadas en Primera División: 0
- Temporadas en Segunda División: 0
- Temporadas en Segunda División B: 0
- Temporadas en Tercera División: 16
- Mejor puesto en la liga: 5º (Tercera División, temporada 1984/85)
- Trayectoria:

| Temporada | Nivel | Categoría  | Puesto |
| --------- | ----- | ---------- | ------ |
| 1967–78   | —     | Regional   | —      |
| 1978/79   | 5     | Preferente | 12º    |
| 1979/80   | 5     | Preferente | 9º     |
| 1980/81   | 4     | 3.ª        | 19º    |
| 1981/82   | 5     | Preferente | 7º     |
| 1982/83   | 5     | Preferente | 1º     |
| 1983/84   | 4     | 3.ª        | 8º     |
| 1984/85   | 4     | 3.ª        | 5º     |
| 1985/86   | 4     | 3.ª        | 13º    |
| 1986/87   | 4     | 3.ª        | 7º     |
| 1987/88   | 4     | 3.ª        | 8º     |
| 1988/89   | 4     | 3.ª        | 19º    |
| 1989/90   | 5     | Preferente | 2º     |
| 1990/91   | 5     | Preferente | 5º     |
| 1991/92   | 5     | Preferente | 5º     |
| 1992/93   | 5     | Preferente | 6º     |
| 1993/94   | 5     | Preferente | 13º    |
| 1994/95   | 5     | Preferente | 15º    |
| 1995/96   | 5     | Preferente | 13º    |
| 1996/97   | 5     | Preferente | 14º    |
| 1997/98   | 5     | Preferente | 16º    |
| 1998/99   | 5     | Preferente | 9º     |

| Temporada | Nivel | Categoría  | Puesto |
| --------- | ----- | ---------- | ------ |
| 1999/00   | 5     | Preferente | 7º     |
| 2000/01   | 5     | Preferente | 5º     |
| 2001/02   | 5     | Preferente | 13º    |
| 2002/03   | 5     | Preferente | 11º    |
| 2003/04   | 5     | Preferente | 13º    |
| 2004/05   | 5     | Preferente | 1º     |
| 2005/06   | 4     | 3.ª        | 9º     |
| 2006/07   | 4     | 3.ª        | 13º    |
| 2007/08   | 4     | 3.ª        | 14º    |
| 2008/09   | 4     | 3.ª        | 12º    |
| 2009/10   | 4     | 3.ª        | 18º    |
| 2010/11   | 5     | Preferente | 5º     |
| 2011/12   | 5     | Preferente | 2º     |
| 2012/13   | 4     | 3.ª        | 19º    |
| 2013/14   | 5     | Preferente | 13º    |
| 2014/15   | 5     | Preferente | 8º     |
| 2015/16   | 5     | Preferente | 1º     |
| 2016/17   | 4     | 3.ª        | 16º    |
| 2017/18   | 4     | 3.ª        | 13º    |
| 2018/19   | 4     | 3.ª        | 16º    |
| 2019/20   | 5     | Preferente | 5º     |
| 2020/21   | 5     | Preferente |        |

## Palmarés
- Preferente Autonómica (3): 1982-83, 2004-05, 2015-16
- Subcampeón de Preferente Autonómica (2): 1989-90, 2011-12